# Pycnogonum guyanae
Pycnogonum guyanae är en havsspindelart som beskrevs av Stock, J.H. 1975. Pycnogonum guyanae ingår i släktet Pycnogonum och familjen Pycnogonidae. Inga underarter finns listade i Catalogue of Life.